# Заобикаляща интелигентност

В компютърната техника заобикалящата интелигентност (на английски: ambient intelligence) се отнася за среди, които са чувствителни към присъствието на хората. Заобикалящата интелигентност е концепция на бъдещето на електрониката, за крайния потребител и телекомуникациите, която е възникнала в края на 90-те години и се очаква да се осъществи между 2010 – 2020. В света на заобикалящата интелигентност устройствата работят с цел да подкрепят хората в изпълненията на техните всекидневни дейности и задачи по лесен и полезен начин използвайки информацията и интелекта, които са скрити в мрежата, която ги свързва (виж също Интернет на вещите). 
Докато тези устройства стават все по-малки, по-свързани помежду си и по-интегрирани в нашата среда, самата технология започва да се губи в обкръжението ни, докато само потребителския интерфейс остане видим за потребителя. Концепцията на Заобикалящата интелигентност се основава на юбикомп, профайлинг и дизайн на комуникацията, която е близка до човешката. Те са :
- Вградени: много устройства, които са свързани в мрежа и са вградени в околната среда
- Възприятие на контекста (context awareness): тези устройства могат да разпознават вас в конкретна ситуация
- Персонализиране: могат да бъдат направени спрямо вашите нужди
- Адаптивни (adaptive): могат да се променят спрямо вас
- Очакващи (anticipation): те могат да очакват вашите желания

Заобикалящият интелект е близко свързан с изгледът за интелигентно обслужваща система, в която технологиите са способни да автоматизират вграждането в платформи на необходимите устройства за възприемане на конкретната ситуация, персонализиране, адаптиране и очакващи услуги. Артър Легмейер описва тази умна среда като я нарича заобикаляща медия. 
Типичен пример за заобикалящата среда е домашната среда.

## Общ преглед
Все повече и повече хора взимат решения базирани на ефекта, който техните действия ще имат върху собствения им вътрешен, ментален свят. Този начин на действие, ръководен от опита, представлява промяна спрямо миналото, когато били загрижени предимно за стойността на продуктите и услугите и е в основата на т.нар. „икономика на преживяването“. Заобикалящата интелигентност адресира тази промяна в екзистенциалните възгледи като набляга върху хората и потребителския опит. 
Интересът към опита на потребителя също нараства в края на 1990-те години заради пренасищането в информационното общество с продукти и услуги, които били трудни за разбиране и сложни за употреба. Възникнала силна необходимост от това нещата да се създават от гледна точка на потребителя. Заобикалящата интелигентност е повлияна от потребителски ориентирания дизайн, при който потребителят е поставен в центъра на дизайнерската дейност и неговата обратна връзка се търси чрез специфични потребителски оценки и тестове с цел да се подобри дизайна или дори да бъде пресъздаден заедно с дизайнера (проектиране, допускащо участие) или с други потребители (развитие чрез крайния потребител).
За да се превърне заобикалящата интелигентност в реалност са необходими няколко ключови технологии:
- Дискретен хардуер (Миниатюризация, нанотехнологии, интелигентни устройства, сензори и т.н.)
- Mобилна/фиксирана комуникация и изчислителна инфраструктура (оперативна съвместимост, жични и безжични мрежи, ориентирана към услуги архитектура, семантична мрежа и т.н.)
- Динамични и масово разпространени мрежи от устройства, които са лесни за контролиране и програмиране (като откриване на услуги, авто-конфигурация, програмируеми устройства и системи за крайния потребител и т.н.)
- Центрирани върху човека компютърни интерфейси (интелигентни агенти, мултимодално взаимодействие, разбиране на контекст и т.н.)
- Надеждни и сигурни системи и устройства (софтуер, който може да се тества и поправя самсостоятелно, технология, гарантираща неприкосновеността на личния живот и т.н.).

## История
Понятието „Заобикаляща интелигентност“ е създадено през 1998 г. по време на серия от вътрешни семинари, назначени от Управителния съвет на компанията Philips. Семинарите целят да се проучат различни сценарии, които биха трансформирали високо-обемния сектор на потребителската електроника, от тогавашния свят, който те наричат „фрагментиран с характеристики“ до един нов свят от 2020 г. с напълно интегрирани удобни за потребителя устройства, които поддържат обкръжаваща информация, комуникации и забавления. Помощници в семинарите е Palo Alto Ventures, американска консултантска компания. Първата публична презентация за заобикаляща интелигентност е направена през 1999 г. на конференцията Дигитална всекидневна (Digital Living Room) от Роел Пийпър, по това време част от мениджърския екип на Philips Electronics, отговорен за потребителската електроника на компанията.
Първата официална публикация, в която се споменава понятието заобикаляща интелигентност се появява в холандско списание за информационни технологии. В нея се набляга на разработките на Марк Уайсър, който по това време вече 10 години работи върху нова концепция за мобилни компютърни технологии, които той нарича обкръжаващи компютърни технологии.
Визията за заобикалящата интелигентност е използвана от Philips Research за установяване на колаборации с други силни играчи в тази област. През 1999 г. Philips се присъединява към Oxygen Alliance – международен консорциум от индустриални партньори в контекста на проекта на Масачузетския технологичен институт – Oxygen, който цели разработване на технология за компютрите на 21 век.
В следващите години, тези разработки узряват все повече като идеи. През 2000 г. е запланувано конструирането на модерна лаборатория за провеждане на приложни и експлоатационни проучвания със заобикаляща интелигентност. През 2002 г. т.нар. домашна лаборатория (HomeLab) официално отваря врати и това бележи началото на нова изследователска програма за заобикаляща интелигентност на Philips. През 2003 г. Philips публикуват книгата „Новото всекидневие“ (The New Everyday), където са събрани над 100 статии за заобикаляща интелигентност обхващащи теми от наука за материалите до маркетингови и бизнес модели. 
Едновременно с разработването на визията за заобикаляща интелигентност от Philips, в Европа се създава паралелен проект, който цели позициониране на концепцията като отворена инициатива за напредъка на иновациите в информационните и комуникационните технологии. Като следва съвета на Консултативната група по информационни общества и технологии (ISTAG), Европейската комисия използва концепцията за лансиране на нейната шеста рамка (FP6) в областта „Информация, общество и технологии“ (IST) със спомагателен бюджет от 3.7 милиарда евро. Влиянието на Европейската комисия оказва основна роля в по-нататъшното развитие на визията за заобикаляща интелигентност. В резултат на много инициативи, подкрепени от Европейската комисия през следващите години стартират няколко големи изследователски проекта, благодарение на които концепцията започва да набира сили. По същото време визията е разпозната като една от водещите теми в компютърните науки от Асоциацията за изчислителна техника (ACM), в резултат на което е отделена специална глава в книгата „Невидимото бъдеще“ (The Invisible Future”, 2002.) Книгата е издадена по повод конференция на асоциацията, която цели да осигури на електроинженерните и компютърни технологии по света нови виждания за бъдещето на компютрите. През следващите години стартират множество изследователски проекти за заобикаляща интелигентност. Немската изследователска организация Дружество Фраунхофер започва няколко дейности в различни направления включително мултимедия, дизайн на микросистеми и кътове за мултимедийни преживявания. Масачузетският технологичен институт стартира изследователска група за заобикаляща интелигентност в неговата медийна лаборатория . Още няколко изследователски проекта стартират в различни страни като САЩ, Канада, Испания, Франция и Холандия. В Европа е обявен нов спомагателен инструмент наречен Изследователски центрове за опит и приложения, който подкрепя финансово изследователски съоръжения за изследване на потребителско поведение за целите на дизайн, насочен към потребителя и съвместно създаване на нови продукти и услуги, вдъхновени от визията за заобикалящата интелигентност. През 2004 г. се провежда първият европейски симпозиум по темите на заобикалящата интелигентност (EUSAI), последван от много други конференции, които отделят специално внимание на заобикалящата интелигентност. 

## Примерен сценарий
Елен се връща у дома след дългия работен ден. На входната врата, тя е разпозната от интелигентна камера за наблюдение, алармата се изключва, и вратата се отключва и отваря. Когато тя влиза в антрето, картата на къщата показва, че съпругът ѝ Петър е на панаир на изкуствата в Париж, а дъщеря ѝ – Шарлот е в детската стая, където тя играе на интерактивен екран. Дистанционната служба за наблюдение на децата е уведомена, че тя се е прибрала у дома, и он-лайн връзката е изключена. Когато тя влиза в кухнята таблото за съобщения на семейството светва, за да покаже, че има нови съобщения. Списъкът за пазаруване, който е бил съставен се нуждае от потвърждение преди да бъде изпратен до супермаркета за доставка. Също така има съобщение от домашната информационна система за открити нови данни в мрежата за икономични ваканционни вили с морска гледка в Испания. Тя набързо се свързва със стаята за игри, за да поздрави Шарлот, и нейното видео изображение автоматично се появява на плосъкия екран, на който си играе Шарлот. След това тя се свързва с Петър на панаира на изкуствата в Париж. Той ѝ показва чрез камерата в своите контактни лещи някои от скулптурите, които възнамерява да купи, и тя одобрява избора му. В същото време тя избира един от предложените менюта, които показват какво може да се приготви с храната, която е налична в килера и хладилника. След това, тя превключва на желания видео канал, за да гледа най-новите новини. Чрез „Следвай ме“, тя превключва към плоския екран в спалнята, където тя отива за да проведе своята индивидуална тренировка. По-късно същата вечер, след като Питър се е върнал у дома, те си говорят с един приятел в хола на фона на заобикалящото ги персонално осветление. Те гледат виртуалния водещ, който им представя програмите и информацията, които е била записана от домашния сървър, по-рано, същия ден.

## Критика
Докато разпространяването на информация за личното присъствие е извън контрол, възгледите за интелигентната среда са обект на критика [пр: David Wright, Serge Gutwirth, Michael Friedewald et al., Safeguards in a World of Ambient Intelligence, Springer, Dordrecht, 2008]. Всякакви потапящи, персонализирани, контекстно-ясни и изпреварващи характеристики напомнят за социални, политически и културни притеснения за загубата на личното пространство. Примерният сценарий отгоре показва и позитивните, и негативните възможности предлагани от интелигентното общество. Въпреки това, трябва да се отбележи, че приложенията на интелигентното общество не е задължително да намалят уединението заради работата. Загубата на уединението е проблем в интелигентното общество, само ако е анализирано от трети страни за други цели.
Концентрацията за власт в големите организации, намаляващото уединение, разделението на обществото и хипер-реалната среда където виртуалното и реалното се сливат, са най-важните теми на критиците. Няколко организации, провеждащи разследване в тази област, анализират социално-икономическите, политическите и културните аспекти на интелигентното общество. Новото мислене на Интелектуалното Общество се дистанцира от първоначалните характеристики, заради личностни характеристики като адаптивно и очакващо поведение, и по-скоро набляга на личното участие, за да се постави контролът в ръцете на хората, а не на организации и други институции, изследващи темата. 

## Бизнес модели
ISTAG group приема следните начални точки за бизнес модел свързан със заобикаляща интелигентност.
- Първоначалното преимущество на пазарната ниша са индустриалните, пазарните или публичните молби за подобрените интерфейси са нужни за подкрепа на човешкото представяне в бързо развиващи се или деликатни ситуации.
- Стартиращи и непредвидени възможности от идентифицирането на потенциалните сервизни нужди и събирането заедно на отделите, за да посрещат нуждите си.
- Лесен достъп-ниска цена за влизане в пазарната ниша заради загубения лидерски модел и икономии от производството.
- Привличането на вниманието на клиентите на ниска цена на основата на безплатна услуга за крайния потребител платена от реклами или обслужване на клиенти.
- Самоосигуряващ се – базира се на икономии от големината на потребителската мрежа който осигуряват информация като подарък или на много ниска цена

## Технологии
Средата на заобикалящата интелигентност може да използва следните технологии:
- Bluetooth Low Energy
- RFID
- Ict implant
- Sensors
- Software agents
- Affective computing
- Nanotechnology
- Biometrics